# Eva Lindström
Eva Lindström, född 15 februari 1952 i Västerås, är en svensk bilderbokskonstnär, illustratör och författare.

2022 tilldelades hon ALMA-priset, Astrid Lindgren Memorial Award, världens största barnbokspris.
"Eva Lindströms gåtfulla bildvärld är i ständig förvandling. Träd flyttar utomlands, hundar antar enorma proportioner och föremål försvinner för att plötsligt återkomma. Med snabb penselföring och förtätad kolorit skapar Eva Lindström en mångtydig dialog i text och bild. Gränsen är flytande mellan barn, vuxna och djur. Med djupt allvar och vild humor brottas de med de eviga frågorna: Vilka är vi? Vart är vi på väg? Vem har tagit våra mössor?"

- juryns motivering
Lindström är utbildad vid Västerås konstskola och Konstfack i Stockholm. Hon tecknade först serier i olika tidningar och gav även ut seriealbum. Hon har medverkat i Kamratposten och gjort tre tecknade kortfilmer samt har illustrerat andras texter samtidigt som hon har skrivit och illustrerat egna böcker. Den första helt egna boken var Kattmössan som kom 1988. Lindström är den författare som har nominerats flest gånger till Augustpriset, 11 gånger. 2013 vann hon priset tillsammans med Ellen Karlsson för boken Snöret, fågeln och jag. Lindström är representerad vid bland annat Nordiska Akvarellmuseet.
Hon satt i flera år på stol nummer fjorton i Svenska barnboksakademien.

## Priser och utmärkelser
- 1995 – Elsa Beskow-plaketten[6]
- 2000 – BMF-Barnboksplaketten (tillsammans med Inger Lindahl) för Zigge med zäta
- 2002 – Expressens Heffaklump
- 2003 – En bok för allas litterära humorpris för Vid bergets långa breda fot
- 2010 – Stora läsarpriset
- 2011 – Bilderbokspriset Snöbollen
- 2013 – Augustpriset (tillsammans med Ellen Karlsson) för Snöret, fågeln och jag
- 2016 - Stockholm stads hederspris[7]
- 2018 – Bokbildspriset av Svenska Tecknare och Teckningsmuseet i Laholm
- 2018 – Snöbollen Årets svenska bilderbok för kom hem Laila[8]
- 2022 – Litteraturpriset till Astrid Lindgrens minne[9]

## Utställningar
- Årets Svenska Bilderbok 2018 / Kom hem Laila på Bildmuseet, Umeå Universitet, från 2019-03-15 till 2019-09-08 [10]
- Årets Svenska Bilderbok 2011 / Apan och jag på Bildmuseet, Umeå Universitet, från 2012-05-19 till 2012-06-10 [11]